# Laval-sur-Tourbe
Laval-sur-Tourbe é uma comuna francesa na região administrativa do Grande Leste, no departamento de Marne. Estende-se por uma área de 14.58 km², e possui 56 habitantes, segundo o censo de 2018, com uma densidade de 3.8 hab/km².